# Hermance
Hermance é uma comuna suíça do Cantão de Genebra na margem esquerda do Lago Lemano. Faz fronteira com Alta Saboia francesa. 
Encontra-se na chamada Região Lemánica e mais precisamente na parte chamada de Lago de Genebra do Pequeno Lago.
Hermance é a última comuna do Cantão de Genebra quando de Genebra se parte na direção de Evian-les-Bains na Alta Saboia. 

## História
Em 1247, Aimão II de Faucigny constrói um castelo e um burgo fortificado. O desenvolvimento de Hermance é devido aos privilégios que a Casa de Faucigny deu em 1351 aos habitantes, atirados pela situação favorável do burgo.  Em 1355 rende-se à Casa de Saboia depois das guerras com a de Faucigny.
Em 1536 as tropas dos Senhores de Berna, aliados aos franceses, entram no Chablais. A fé reformadora é imposta aos aldeões e a Igreja de Genebra nomeia um pastor. Em 1542 volta de novo para a influência de Sabóia e encontra-se metido nas guerras entre Genebra, a França e os senhores de Berna contra a Sabóia e os seus aliados espanhóis que tudo destroem, castelo e muros, menos a torre. A paz volta em maio de 1598 com o tratado Franco Espanhol de Vervins. 
1792, as tropas francesas entram no Chablais e Hermance é incorporada no departamento do "Léman", de Thonon. O Tratado de Turim de 1816 é de novo reunido ao Cantão de Genebra. Finalmente sai do isolamento em que se encontrava, quando em meados do século XIX se constrói a estrada da margem esquerda do lago 

## Imagens
Algumas imagens da comuna de Hermance.

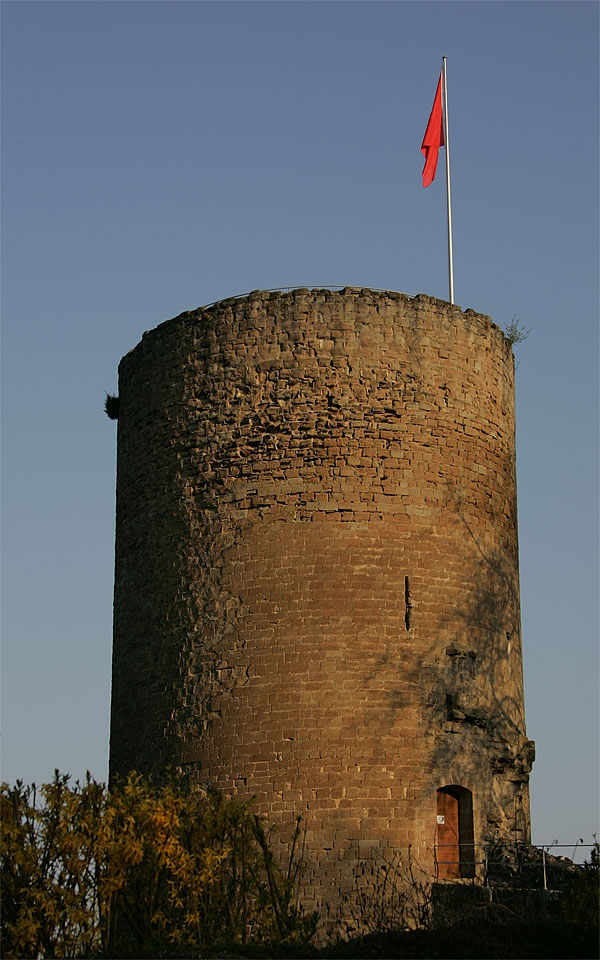
Torre
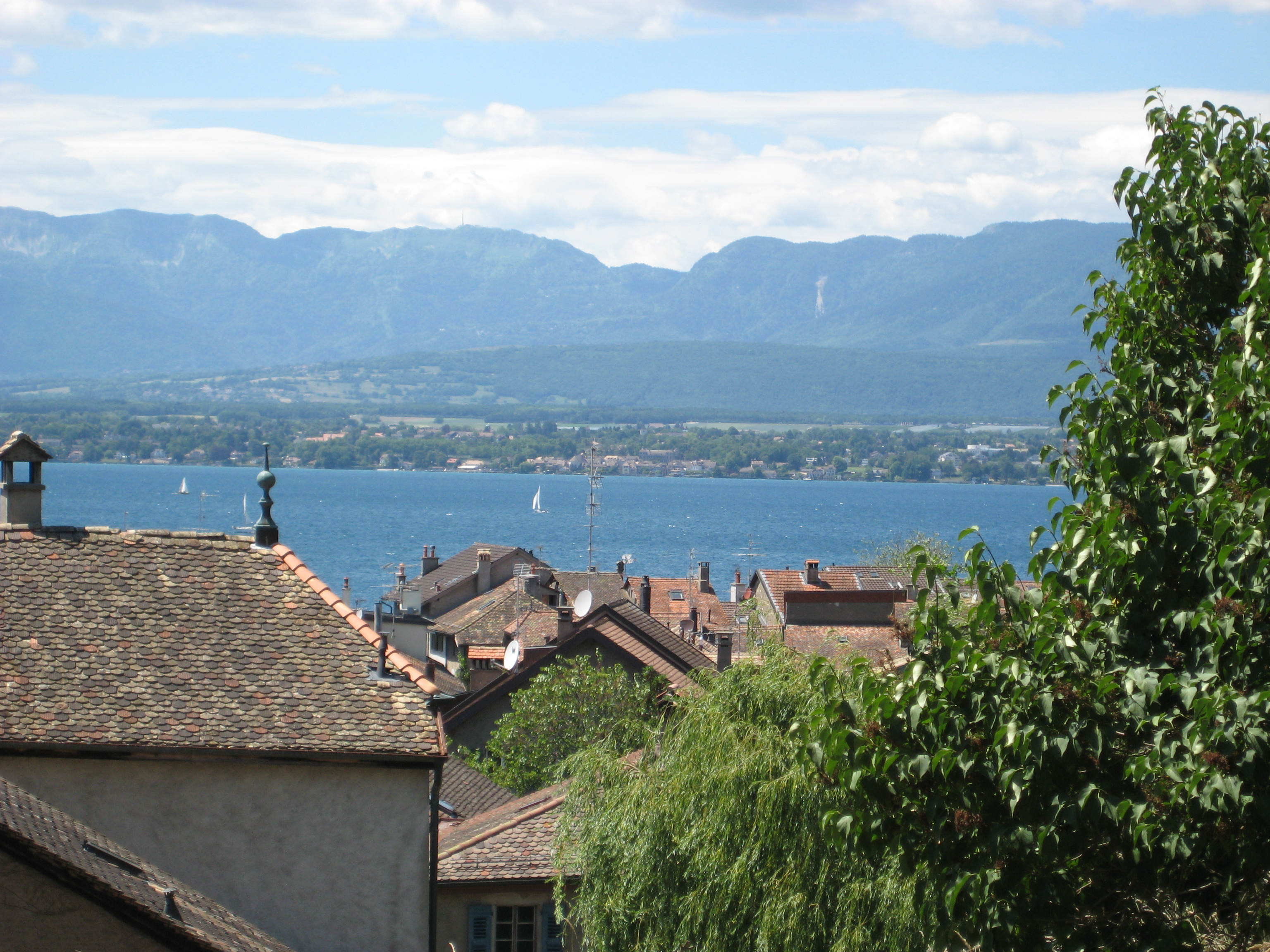
Vista sobre o lago e do Colo de la Faucille
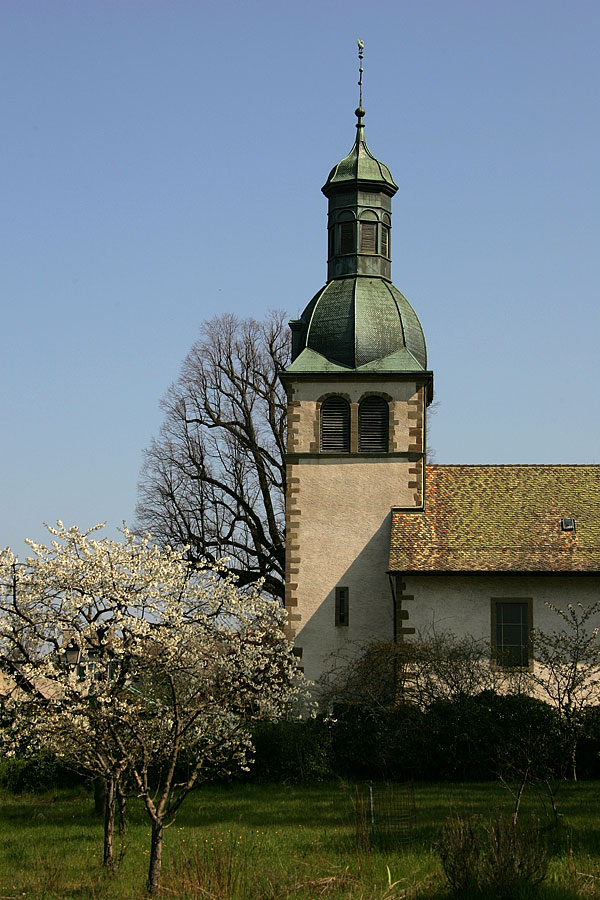
Igreja